# Període de rotació
En astronomia, el període de rotació és el temps que tarda un cos celeste a completar una revolució sobre si mateix (al voltant del seu propi eix).
Per a objectes sòlids, com planetes rocosos i asteroides, el període de rotació és un valor únic. Però per a cossos gasosos o fluids com estrelles i planetes gegants gasosos el període de rotació varia entre l'equador i els pols. Aquest fenomen s'anomena rotació diferencial. Típicament, el període de rotació per a un gegant gasós (p. ex.: Júpiter) és el període de rotació intern, determinat per la rotació del seu camp magnètic.
No obstant això, la primera referència presa per l'ésser humà va ser el Sol, el moviment aparent del qual, originat en la rotació de la Terra, determina el dia i la nit, fent la impressió que el cel gira al voltant del planeta. En l'ús col·loquial del llenguatge, s'utilitza la paraula dia per a designar aquest fenomen, que en astronomia es refereix com a dia solar i correspon amb el temps solar.
Concretament, l'eix terrestre forma un angle de 23,5 graus respecte a la normal de l'eclíptica, fenomen denominat obliqüitat de l'eclíptica. Aquesta inclinació produeix els llargs mesos de llum i obscuritat en els pols geogràfics, a més de ser la causa de les estacions de l'any pel canvi de l'angle de la radiació solar.

## Períodes de rotació del Sol i els planetes del sistema solar
La taula següent mostra el temps que tarden el Sol i cada un dels planetes del sistema solar a completar una volta a l'entorn del seu eix de rotació. Per al cas dels planetes, els temps que es donen són en relació amb les estrelles fixes (i no en relació amb el Sol). És el que s'anomena període de rotació sideral o dia sideral i que és una mica més curt que el dia solar. Per exemple, per al cas de la Terra, es dona un temps de 23 hores 56 minuts 4 segons (no 24 hores 0 minuts 0 segons).
| Sol                 | 24,66 dies (equador), uns 35 dies prop dels pols |
| Mercuri             | 58,6462 d (58 d 15,5088 h)                       |
| Venus               | −243,0185 d                                      |
| Terra               | 0,997268 d (23,9344 h) (86.164 s)                |
| Lluna               | 27,321661 d (rotació síncrona)                   |
| Mart                | 1,025957 d (24,622962 h)                         |
| Júpiter             | 0,413538021 d (9 h 55 min 29,685 s)              |
| Saturn              | 0,444009259 2 d (10 h 39 min 22,40000 s)         |
| Urà                 | −0,718333333 d (17 h 14 min 24,00000 s)          |
| Neptú               | 0,67125000 d (16 h 6 min 36,00000 s)             |
| Plutó (nanoplaneta) | −6,387 d (6 d 9 h 17,6 min)                      |

Nota: períodes negatius indiquen sentit de rotació oposat al de la Terra.